# ساتوري

الحالة الساتورية (Satori) هو مصطلح في البوذية اليابانية، هي حالة التنوير المفاجئ. في الممارسة البوذية تشير إلى تجربة الاستيقاظ يالمفهوم الروحي.
ويدل على الاستنارة أو بصورة حرفية (الفهم) ، فهي لمحة من الوعي الفجائي أو الاستنارة الشخصية وتعتبر الخطوة الأولى للصعود نحو النيرفانا nirvana (التحرر من المعاناة).

## وصلات خارجية
- ما هي الحالة الساتورية (Satori) ؟